# The Legend Beautiful
The Legend Beautiful è un cortometraggio muto del 1915 diretto da Thomas Ricketts. Prodotto dall'American Film Manufacturing Company, aveva come interpreti William Garwood, Jack Richardson, Vivian Rich, Perry Banks.

## Trama
José e Pietro sono fratelli: mentre il primo ha un carattere indolente, il secondo è laborioso ma anche avaro. Rachel, indecisa tra i due, è attratta da José ma ammira Pietro per la sua industriosità. Il vecchio padre dei fratelli, per scuotere soprattutto José, lascia intendere ai figli che nei campi che possiede si nasconda l'oro. L'avido Pietro, allora, lascia ogni altro interesse per mettersi a caccia dell'oro, abbandonando anche il padre che, malato, viene accudito sul letto di morte dal fratello. Quando Rachel decide che sposerà José, Pietro droga il vino del fratello, inducendolo a cedergli la sua parte di eredità. Per la vergogna di quello che ha fatto, José se ne va via. Ma, quando torna, scopre che Rachel e Pietro si sono sposati. Per vendicarsi, nasconde il denaro che ha avuto dal fratello in cambio della sua eredità sotto una pietra, informandolo poi che nelle sue ricerche nei terreni lui aveva trascurato una roccia. Pietro e Rachel trovano l'oro e un biglietto che promette vendetta.

Sono passati alcuni anni: Pietro è diventato povero ed è sempre più malato mentre José è un uomo ricco che non ha però dimenticato i suoi propositi. Ritornato a quella che una volta era la sua casa, si addormenta vicino al cottage. La piccola Leah, la figlia di Pietro e di Rachel, quando torna a casa, sveglia lo sconosciuto al quale racconta una leggenda che le hanno appena narrato. Commosso dalla bambina che scopre con sorpresa essere sua nipote e toccato al cuore dalla leggenda, José si pente nel nome di Cristo. Entrato in casa, abbraccia il fratello, chiedendogli perdono. La malattia si porterà via Pietro. José, che sta per prendere gli ordini religiosi, venuto a sapere della sua morte, si riunisce alla fine con Rachel.

## Produzione
Il film fu prodotto dalla American Film Manufacturing Company.

## Distribuzione
Distribuito dalla Mutual Film, il film - un cortometraggio in due bobine - uscì nelle sale cinematografiche degli Stati Uniti il 4 gennaio 1915.